# Syndesmogenus spiralis
Syndesmogenus spiralis är en mångfotingart som först beskrevs av Carl 1909.  Syndesmogenus spiralis ingår i släktet Syndesmogenus och familjen Odontopygidae. Inga underarter finns listade i Catalogue of Life.